# 스티븐 슬로터
스티븐 슬로터(Stephen Slaughter, 1697년 세례, 1765년 사망)는 잉글랜드의 초상화가이다. 경력 기간 중 일부를 더블린에서 보냈으며, 그곳에서 잉글랜드식 초상화 화풍을 소개했다.

## 생애
스티븐 슬로터는 스티븐과 주디스 슬로터의 아들로 런던에서 세례를 받았으며, 화가 주디스 루이스가 누이였다. 존 루이스(John Lewis, 활동 시기 1737~1769년) 역시 화가였으며 슬로터의 매형으로 주장되기도 했으나, 루이스가 주디스 슬로터의 남편이었는지는 논란의 여지가 있다. 슬로터는 1712년부터 고드프리 넬러에게서 그림을 사사했다. 1720년, 조지프 하이모어의 기록에 따르면 그는 루이 셰롱과 존 밴더뱅크의 런던 아카데미에 있었다.
그 후 프랑스와 플란데런에서 오랜 기간 해외에 체류했다. 1732~1733년 런던으로 돌아온 슬로터는 1734년 더블린에 자리를 잡았으며, 1740년대에는 더 오랜 기간 방문했다. 슬로터는 특히 토머스 프라이에게 영향을 미쳤으며, 제임스 레이섬에게도 마찬가지였다.
1745년, 슬로터는 피터 월튼의 뒤를 이어 왕실 그림 감독관이 되었다. 1748년부터 그림 복원 작업에 시간을 보냈다. 1765년 7월 14일, 그가 죽은 지 두 달 후, 그는 윌리엄 오람과 함께 아카데미아 델 디세뇨에 선출되었다.

## 초상화
- 1736년 한스 슬론 경[9]
- 1737년 존 스펜서 경[9]

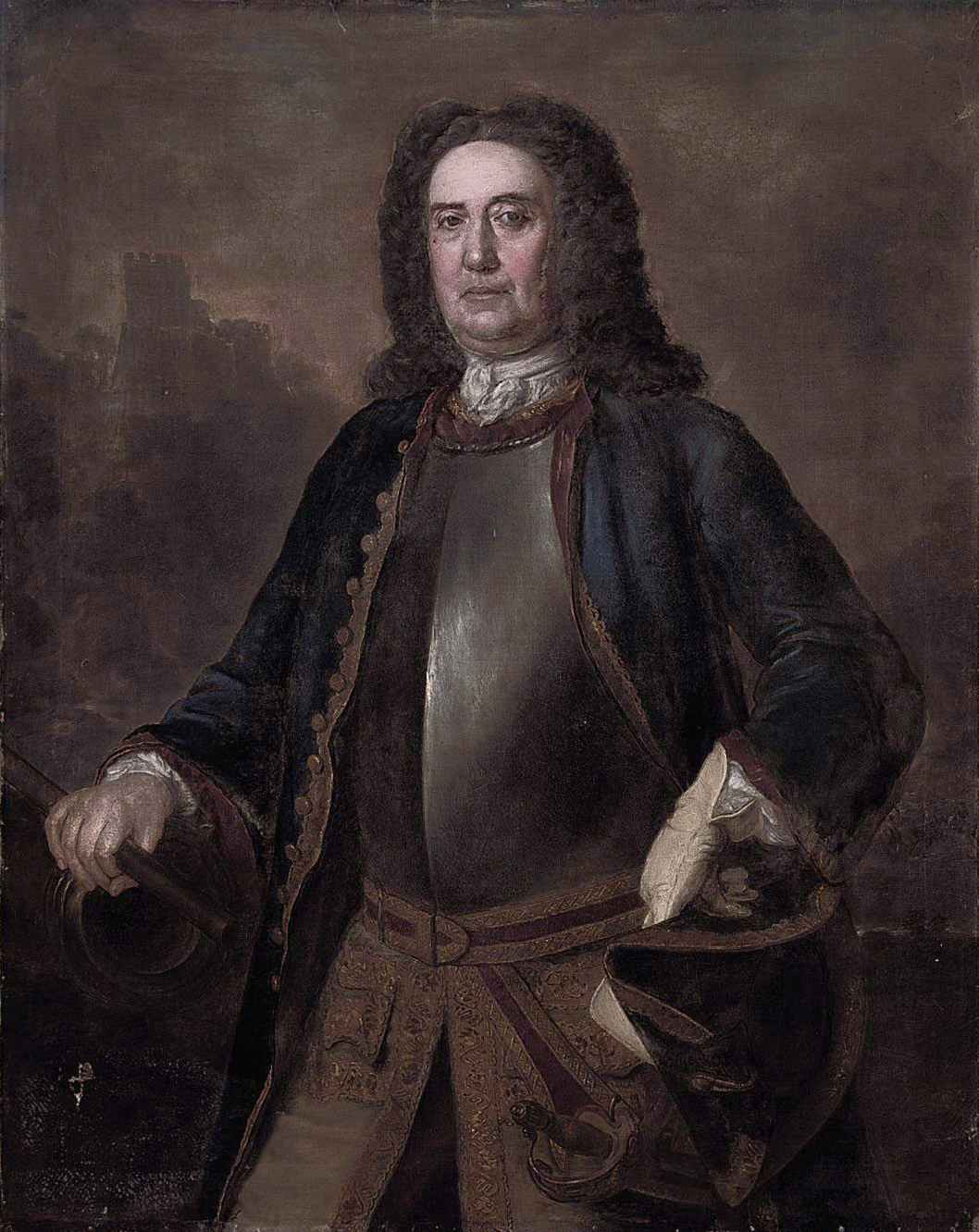
리처드 세인트 조지 소장의 초상, 1744년, 스티븐 슬로터 작

- 1737년 조지애나 스펜서 부인, 존 스펜서 경의 부인[9]
- 1742년 로버트 월폴 경[1]
- 1744년 제1대 블레싱턴 백작 윌리엄 스튜어트[10]
- 1744년 리처드 세인트 조지 소장[11]
- 1744년 제1대 섀넌 백작 헨리 보일[12]
- 1744년 존 호들리[9]
- 1753년 조지 리 경[13]

- 너새니얼 케인[9]